# Georg Wulffius
Georg Wulffius (* 1921; † 1992) war ein deutscher Journalist.

## Werdegang
Wulffius war in den ersten Jahren nach Ende des Zweiten Weltkriegs Angestellter der US-Militärregierung in München. Für die Behörde beobachtete er die Entstehung der politischen Parteien. 1948 kam er zum Bayerischen Rundfunk, für den er bis 1986 tätig war, unter anderem als Redakteur des Zeitfunks.
Von 1969 an war er Vorsitzender des Münchner Presseclubs.

## Ehrungen
- 1972: Verdienstkreuz 1. Klasse der Bundesrepublik Deutschland
- Bayerischer Verdienstorden